# Unbroken
Unbroken er det tredje studiealbum fra den amerikanske skuespiller og sangskriver Demi Lovato. Det blev udgivet den 20. september 2011.

## Spor
| Nr. | Titel                                                    | Writer(s) | Producer(s)                                                    | Længde |
| --- | -------------------------------------------------------- | --- | -------------------------------------------------------------- | ------ |
| 1.  | "All Night Long" (featuring Missy Elliott and Timbaland) | Timothy Mosley, Jim Beanz, Jerome "Jroc" Harmon, Elliott, Lyrica Anderson, Nire, Garland Mosley, Demi Lovato, J. Angel | Timbaland, Harmon (co)                                         | 3:14   |
| 2.  | "Who's That Boy" (featuring Dev)                         | Ryan Tedder, Noel Zancanella, Devin Tailes                                                                             | Tedder, Zancanella                                             | 3:12   |
| 3.  | "You're My Only Shorty" (featuring Iyaz)                 | Antonina Armato, Tim James                                                                                             | Rock Mafia, Devrim Karaoglu (add), Thomas Armato Sturges (add) | 3:06   |
| 4.  | "Together" (featuring Jason Derulo)                      | T. Mosley, Beanz, Anderson, Tiyon Mack, Lovato, G. Mosley                                                              | Beanz, Timbaland                                               | 4:33   |
| 5.  | "Lightweight"                                            | T. Mosley, Beanz, G. Mosley, Shanna Crooks, Frankie Storm                                                              | Beanz, Timbaland                                               | 4:01   |
| 6.  | "Unbroken"                                               | Daniel James, Leah Haywood, Lovato                                                                                     | Dreamlab                                                       | 3:18   |
| 7.  | "Fix a Heart"                                            | Emanuel Kiriakou, Priscilla Renea                                                                                      | Kiriakou                                                       | 3:13   |
| 8.  | "Hold Up"                                                | James, Haywood, Lovato, Ross Golan                                                                                     | Dreamlab                                                       | 2:50   |
| 9.  | "Mistake"                                                | James, Haywood, Shelly Peiken                                                                                          | Dreamlab                                                       | 3:33   |
| 10. | "Give Your Heart a Break"                                | Josh Alexander, Billy Steinberg                                                                                        | Alexander, Steinberg                                           | 3:25   |
| 11. | "Skyscraper"                                             | Toby Gad, Lindy Robbins, Kerli Koiv                                                                                    | Gad                                                            | 3:42   |
| 12. | "In Real Life"                                           | Bleu, Lindsey Ray | Bleu                                                           | 2:57   |
| 13. | "My Love Is Like a Star"                                 | Gad, James Morrison | Gad                                                            | 3:50   |
| 14. | "For the Love of a Daughter"                             | William Beckett, Lovato                                                                                                | Gad                                                            | 4:00   |
| 15. | "Skyscraper" (Wizz Dumb Remix)                           | Gad, Robbins, Koiv | Gad                                                            | 3:42   |

| Musik | Spire Denne musikartikel er en spire som bør udbygges. Du er velkommen til at hjælpe Wikipedia ved at udvide den. |